# 上清经
上清經是道教重要的經典，據稱有「三十一卷」為主的經群降世，於六朝前成書。上清經構成道藏的「洞真」部，與靈寶經、三皇文同屬三洞經書，其中《上清大洞真經》為上清三十一卷之首，內容以存思煉神的修道方法為主。
在上清經的發展過程中，丹陽句容許家佔據關鍵地位，結合了張魯天師道與南方方仙道的方士傳統。上清經系的成型，間接影響了後來靈寶經的興起，以及南朝天師道的革新:4。

## 成書
根據《真誥敘錄》和李渤《真系傳》，《上清經》乃晉哀帝興寧年間(364-370年)，由「紫虛元君上真司命南嶽魏夫人」降乩，由楊羲用隸書字寫出，以傳許謐、許翽，翽傳其子黃民（按《真誥》記載，傳至此時王靈期見葛巢甫造構靈寶，風教大行，而造作一批新的上清經）。黃民以傳馬朗及朗弟馬罕。宋明帝時，殳季真就馬家得之，明帝恩弘道教，於泰始三年(467年)築崇虛館供養陸修靜，遂以殳季真所得的《上清經》與陸。
陸又兼得《靈寶經》、《三皇文》，遂總括《三洞》。後又以之授與齊興世館主孫游岳，游岳以授粱陶弘景。陶氏搜摭楊、許遺經，較為完備，在南齊顧歡的基礎上，編撰《真誥》一書，對上清經的源流和傳授歷史作了較為系統的敘述，成為上清一脈的著名代表。
有別於道教弘法單線傳承的記述，道教史研究者指出上清經可能的發展和多元統合過程。小南一郎指出上清「內傳」的特殊性質，並提出從諸真傳記了解茅山降經（364-370年）之前上清經派的看法。艾克曼（Schawn Eichman）運用現存《八素真經》「三真之道」與「太上之道」的分析，展示了楊、許之後《上清經》整合與革新的過程，艾克曼並將此「三真之道」與後來的「三奇」、「三洞」比較，說明在東晉末乃至南朝初多個整合《上清經》的不同取徑:8-9。

## 出世傳說
據《雲笈七籤·上清源統經目注序》，上清經起于九天之王「九玄道君」，命「東華青宮」撰定靈篇，集為寶經。若據《道教義樞·三洞義》則說「元始高上玉帝」撰出上清寶經三百卷，玉訣九千篇，符圖七千章，祕在九天之上，大有之宮，相傳玉文，以付上相青童君，封於玉華青宮。
漢平帝元始二年九月，王方平以《上清經》三十一卷，於陽洛之山授王褒，褒以晉成帝之時於汲郡修武縣授南嶽夫人魏華存。華存以咸和九年又傳楊羲。楊君師事魏華存，受《上清大洞真經》三十一卷。按《雲笈七籤》卷四《上清經述》：暘谷神王又別授夫人《黃庭內景經》，正一真人張君又別授治精制鬼法，夫人前後所授，非但此三十一卷而已。……此乃《上清經》從此而行世也。

## 篇目
《奉道科戒營始》卷五所列「上清大洞真經目」和《太真玉帝四極明科經》卷三經目，被認為是最接近魏華存所傳「三十一卷」真經的內容。這一經群系統可能為王靈期所樹立和提出，其時間則在405年至435年之間。陸修靜所上〈三洞經書目錄〉稱有一百八十六卷《上清經》。
《神州七轉七變舞天經》則稱：
凡《上清寶經》三百卷、玉訣九千篇、符圖七千章，皆出元始高上玉帝稟承自然之章，玄古之道。學者得其篇目，立登真皇。其道祕在九天之上、大有之宮，相傳玉文，以付上相青童君，封於玉華青宮...太帝君命扶桑大帝暘谷神王所撰三十一卷獨立之訣，皆備天地之運。《黃庭玉景》，調理五藏，通暢神關，誦之萬遍，亦得飛騰。凡學之士，皆當先受《明科》，拔罪贖過，披解七玄，令罪滅九陰，福生上清。然後得投金簡玉札，奏名青宮，受《豁落七元》、《流金火鈴》、《金真玉光》、《金玄羽章》、威制六天《三天正法》、《消魔上經》。次有《九真八道》、《靈書紫文》，服御日月，招致雲霞。《黃素品格四十四方》、《曲素訣辭》、五行招魂，策虛駕无。《紫度炎光》、《飛行羽經》、《躡行七元》、《三九素語》，祝命五方。《黃炁陽精》，日月洞明。《金璫玉佩》，二景混生。《三元玉檢》，固神寶真。《神州七轉八變舞天》，契絡天地，齊迴晝冥，乃得披誦《大洞真經三十九章》，拔度七祖，受生南宮。《雌一玉檢五老寶經》，金華玉房，隱朝三元。《大有妙經洞玄素靈》、《太丹隱書》，五籍寶神，三奇寶文，萬遍升玄。兼御《靈飛》、《藏景錄形》、《七星移度披天三關》、《隱地八術丹景道精》，七十二變，萬化立成，混合帝一，五神胎生。備行眾經，道滿炁盈。」

## 思想
上清教法的傳播建立在末世與得救思想之上。東晉中期，來自上清的真人預言世界將因大規模災難而毀滅。金闕後聖帝君受命檢選「種民」協助祂消滅惡炁—「六天故炁」，以便在壬辰年（392年）迎接充滿正炁的新世界。為了充實救劫仙班的人數，後聖帝君遣二十四位教師下世，蒐尋學仙之人。位列這二十四位教師之中的王褒，便是魏華存之師，而後者更是通過楊羲傳授句容許家（尤其是許謐與許翽）《上清經》的主要仙真。
上清經的另一個特色為「存思」之術，涉及胞胎解結、隱淪變化、遊歷四極、飛奔日月、步躡星斗、三元真一等方法。主要有吸食五方天氣及日月星精氣的五芽食氣法、食日月星精氣法；以及以存思內神為主的守三一，守雄一雌一及守帝一等法門。以人身內神為主的存思法門，其特色在借由存思人體身內的神祇名諱形貌，配合誦唸經文、咒語及佩符籙、叩齒、咽津等儀法，來修真治病。

## 影響
上清經與天師道有密切的關係，甚至有些便是天師道的信徒。如被尊為上清第一代太師的魏華存，即曾任天師道祭酒。陶弘景《登真隱訣》卷下戴：「正一真人三天法師張諱告南嶽夫人口訣。」原注說；「云以夫人在世嘗為祭酒故也。」丹陽許氏，也本是天師道世家。許謐之兄許邁，即著名的天師道徒，與「世事張氏五斗米道」的王羲之交往甚密，又曾師事天師道祭酒李東。這些，都表明早期上清派的主要人物均與天師道有聯繫。
上清文獻保留了許多早期天師道的重要史料，《登真隱訣》收錄了天師道「上章」與「朝靜」儀式的文本「千二百官章儀」與「漢中入治朝靜法」。許家上「塚訟章」記述「上章」的細節與文化脈絡，上清文獻對黃赤教法的批評，也證實了天師道援用房中術以為教法的事實。另外，同樣位於句容地區，與「許家」長期處於姻親關係的「葛家」，其所發展而成的靈寶經與上清經之間存有密切關係，兩者在思想、觀念、語彙等方面都有相互交涉的情形:9-10。

## 外部連結
- 蕭登福：六朝上清派溯源： 東晉上清派起源試論之一 （页面存档备份，存于）、之二 （页面存档备份，存于）、之三 （页面存档备份，存于）
- 李豐楙：洞天與內景： 西元二至四世紀江南道教的內向游觀[永久]